# ウォーターフォード・ブラー
ウォーターフォード・ブラー (英語: Waterford blaa) あるいはブラー (英語: Blaa) はアイルランドのウォーターフォードの名産とされる白パンの一種である。ウォーターフォード名物であるが、近くのキルケニー県南部でも作られている。四角い形のやわらかいパンで、上に白い小麦粉がかかっているのが特徴である。

## 製法
小麦粉、イースト、塩、水だけあれば作れる。この原料から生地を作り、いくつかのかたまりにして並べてトレイに入れて焼く。焼きあがると、四角くて真ん中が少し丸くふくらんだパンが複数個くっついている状態になる。ひとつひとつの四角いパンを切り離して食べる。
ウォーターフォード・ブラーはやわらかく、生地のもっちりした質感がそのまま残っているパンである。全体がやわらかいタイプと、外皮がしっかりした比較的堅めのタイプの2種類がある。ウォーターフォード・ブラーは似たタイプのパンであるバプと混同されることがあるが、焼く前に上に白い小麦粉が振られるのがバプと異なる特徴である。

## 消費

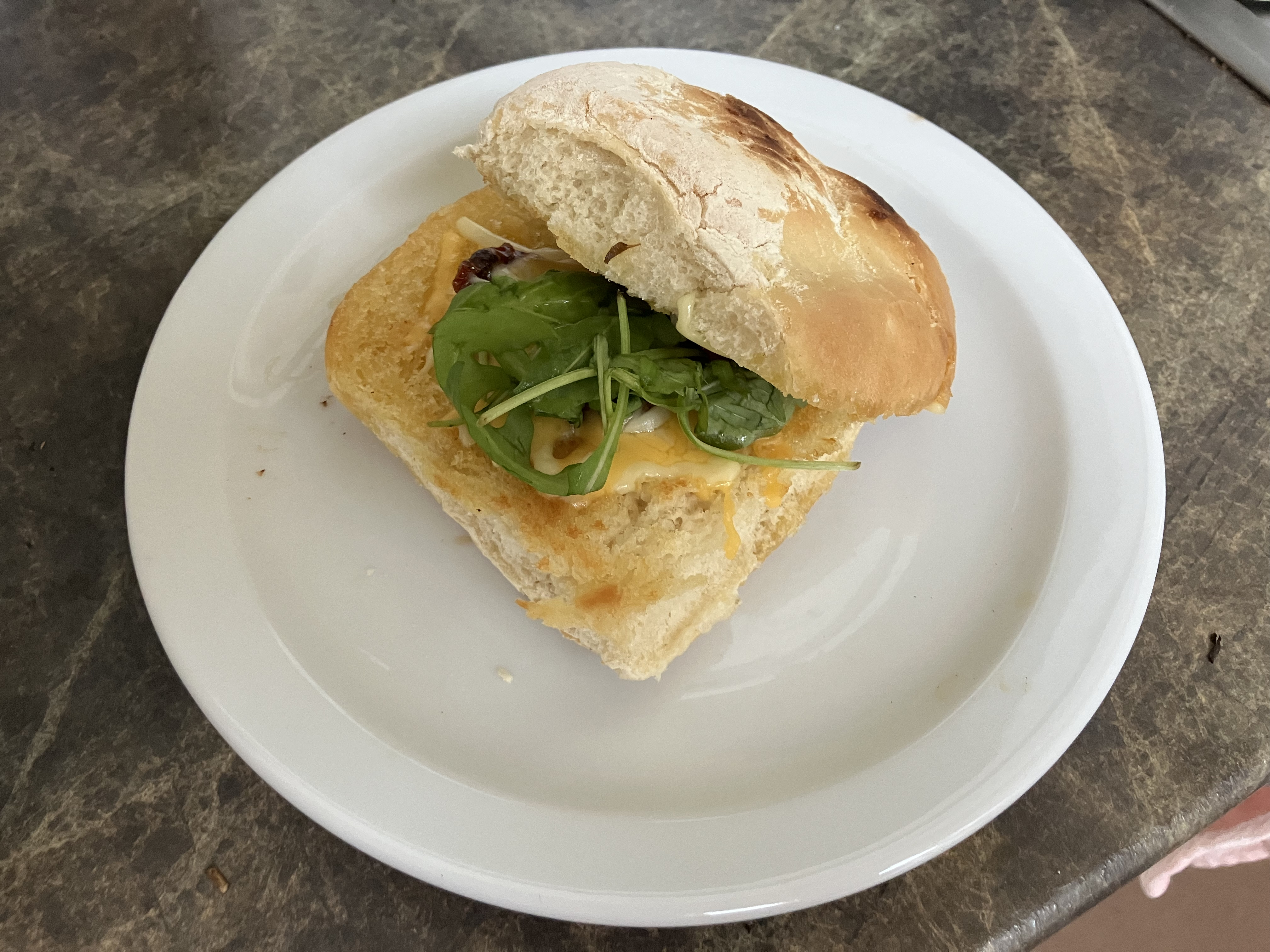
ウォーターフォード・ブラーで作ったサンドイッチ

ウォーターフォード・ブラーはすぐ鮮度が悪くなるので、買ってから数時間以内に食べることが推奨されている。バターをつけて朝食に食べることが多いが、これはできるだけ焼きたてに近い状態で食べたほうが美味しいとされているからである。一方で現代では昼食など他の時間帯に食べることもある。ハムや卵などさまざまなものを挟んでサンドイッチにするのも可能であり、スパイスで味付けした豚肉から作るウォーターフォード特有の「レッド・リード」と呼ばれるランチョンミートをはさんで食べることもある。 
ウォーターフォード地域では1日1万2千個程度のウォーターフォード・ブラーが食されているという。一方で2024年、世界の料理に関するサイトであるTasteAtlasの「アイルランド最低の食物」ランキングでワースト2位に選ばれた。 

## 来歴

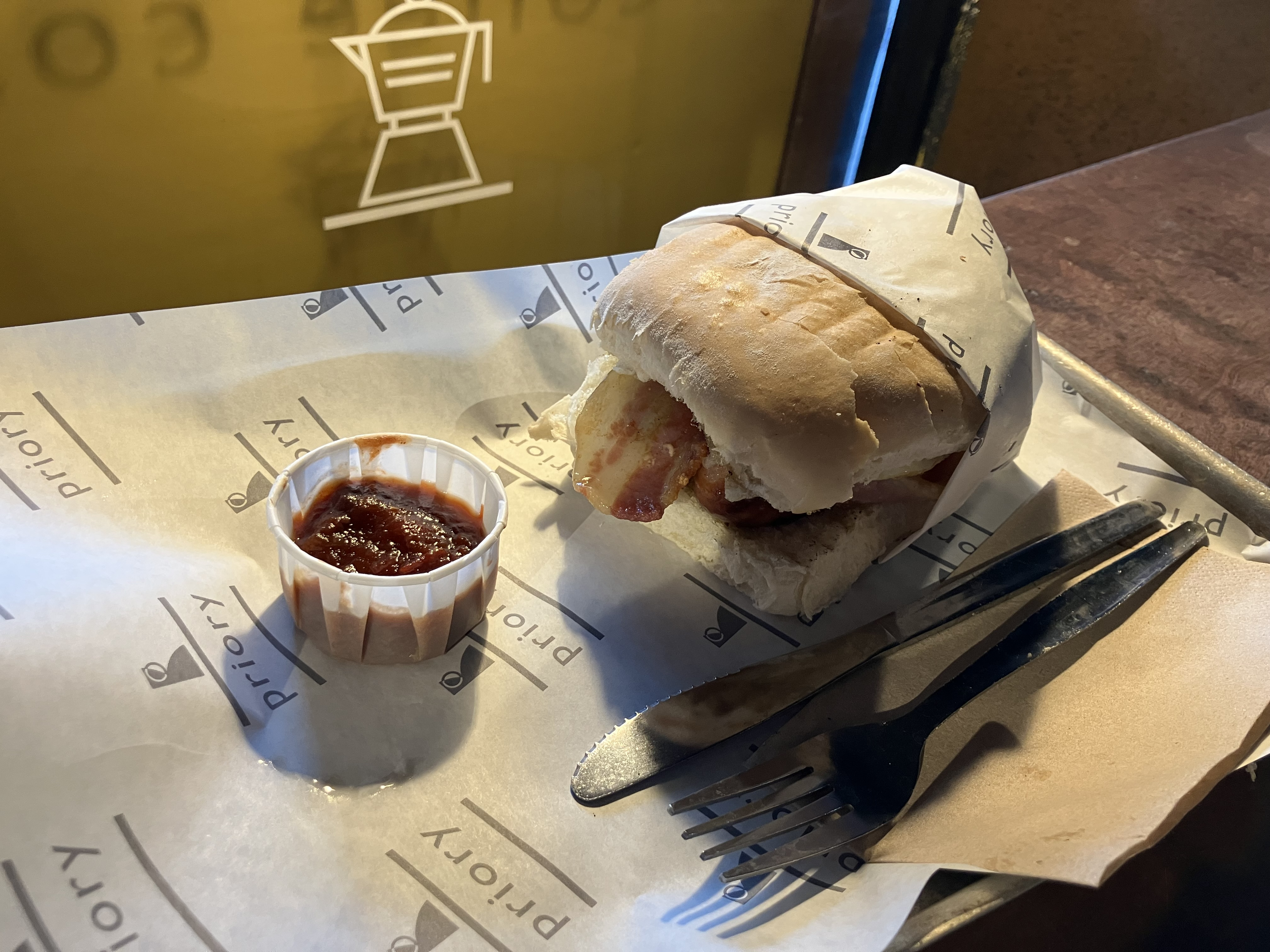
ベーコン、ソーセージ、卵を挟んだブレックファストブラーと呼ばれるサンドイッチ

正確はことははっきりしていないが、17世紀の終わりごろにユグノーがブラーの原型となるものをウォーターフォードに持ち込んだという地元の伝承がある。「ブラー」(blaa) という名称はフランス語の「白い」を意味する「ブラン」(blanc) から来ているという俗説がある。ウォーターフォードの他、キルケニー県南部でも作られている。
1950年代から60年代ごろのウォーターフォードではブラーは大変人気があり、15件ほどの店がブラーを焼いていた。しかしながらその後に店の数が減少し、伝統的な製法でウォーターフォード・ブラーを焼いている店は2016年にはウォルシュズ・ベイクハウス、キルマコウ・ベーカリー、バロンズ・ベーカリー&コーヒーハウス、ヒッキーズ・ベーカリーの4軒しか残っていなかった。
2013年11月19日にウォーターフォード・ブラーは欧州連合における地理的表示の保護の指定を受けることになった。正式に「ウォーターフォード・ブラー」を名乗るパンを作れる店は4店しかない。